# 大永
大永（、たいえい）は、日本の元号の一つ。永正の後、享禄の前。1521年から1528年までの期間を指す。この時代の天皇は後柏原天皇、後奈良天皇。室町幕府将軍は足利義稙、足利義晴。

## 改元
- 永正18年8月23日（ユリウス暦1521年9月23日） 戦乱、天変などの災異のため改元
- 大永8年8月20日（ユリウス暦1528年9月3日） 享禄に改元

## 大永期におきた出来事
元年（1521年）
- 11月25日（12月23日） - 管領細川高国に推戴された足利亀王丸（義晴）、右馬頭に叙任される。
すなわち、将軍就任予定者として正式に認められ、事実、翌月12月25日（1522年1月22日）をもって将軍に補される。

3年（1523年）
- 5月 - 寧波の乱
- 大永の内訌

4年（1524年）
- 大永の五月崩れ

6年（1526年）
- 4月14日（6月4日） - 駿河守護 今川氏親が家法三十三箇条（今川仮名目録）を制定。
- 7月13日（8月20日） - 味方の讒言を信じた細川高国、有力配下の香西元盛を上意討ち。
これを機に、高国派の内紛が表面化。元盛の兄弟たち（波多野元清・柳本賢治）に離反される。
- 10月 - 細川澄元の遺児 六郎、亡父の仇である高国を打倒すべく阿波にて挙兵。
細川氏の管領争いが再燃。年内には畿内まで進出した澄元軍、高国から離反した波多野軍と合流。

7年（1527年）
- 2月12日（3月24日） - 桂川原の戦い。管領細川高国が細川六郎の連合軍に大敗し、将軍足利義晴を奉じて京から落ち延びる。評定衆や奉行人まで逃げ出したため、幕府の政治機能が麻痺する事態に陥る。

### 出生
- 元年11月3日（1521年12月1日） - 武田信玄、甲斐の戦国大名（元亀4年死去）
- 元年（1521年） - 蘆名盛氏、陸奥の武将（天正8年死去）
- 元年（1521年） - 横岳資誠、肥前の武将（元亀元年死去）
- 2年（1522年） - 千利休、茶人（天正19年死去）
- 2年（1522年） - 柴田勝家、尾張の武将（天正11年死去）
- 3年（1523年） - 上杉憲政、上野の武将（天正7年死去）
- 5年（1525年） - 山田重直、伯耆の武将（天正20年死去）
- 5年（1525年） - 福島正信、尾張の武将（慶長2年死去）
- 6年（1526年） - 松平広忠、三河の武将（天文18年死去）
- 6年（1526年） - 加藤清忠、尾張の武将（永禄7年死去）
- 6年（1526年） - 生駒親正、大名（慶長8年死去）
- 6年（1526年） - 長尾政景、越後の武将（永禄7年死去）
- 7年（1527年） - 酒井忠次、三河の武将（慶長元年死去）
- 7年（1527年） - 金上盛備、蘆名氏の家臣（天正17年死去）

### 死去
- 元年9月17日（1521年10月17日） - 赤松義村、播磨・備前・美作の守護大名（生年不詳）
- 元年12月3日（1521年12月31日） - 武田元信、若狭の守護大名（康正元年出生）
- 2年8月17日（1522年9月7日） - 畠山尚順、河内の武将で畠山政長の子（文明7年出生）
- 3年4月9日（1523年5月23日） - 足利義稙、室町幕府10代将軍（文正元年出生 享年58）
- 3年10月24日（1523年12月1日） - 右田弘詮、長門の武将（大内氏の重臣）で陶晴賢の外祖父（生年不詳）
- 6年4月7日（1526年5月18日） - 後柏原天皇、第104代天皇（寛正5年出生 享年63）
- 6年6月23日（1526年8月11日） - 今川氏親、駿河の戦国大名で今川義元の父（文明5年出生）
- 7年（1527年） - 山名豊治、因幡の守護大名（生年不詳）

## 西暦との対照表
※は小の月を示す。
| 大永元年（辛巳） | 一月※     | 二月※ | 三月  | 四月※   | 五月※ | 六月  | 七月※ | 八月  | 九月  | 十月※   | 十一月  | 十二月    |           |
| ---------------- | --------- | ----- | ----- | ------- | ----- | ----- | ----- | ----- | ----- | ------- | ------- | --------- | --------- |
| ユリウス暦       | 1521/2/8  | 3/9   | 4/7   | 5/7     | 6/5   | 7/4   | 8/3   | 9/1   | 10/1  | 10/31   | 11/29   | 12/29     |           |
| 大永二年（壬午） | 一月※     | 二月  | 三月※ | 四月    | 五月※ | 六月※ | 七月  | 八月※ | 九月  | 十月※   | 十一月  | 十二月    |           |
| ユリウス暦       | 1522/1/28 | 2/26  | 3/28  | 4/26    | 5/26  | 6/24  | 7/23  | 8/22  | 9/20  | 10/20   | 11/18   | 12/18     |           |
| 大永三年（癸未） | 一月      | 二月※ | 三月  | 閏三月※ | 四月  | 五月※ | 六月※ | 七月  | 八月※ | 九月    | 十月※   | 十一月    | 十二月    |
| ユリウス暦       | 1523/1/17 | 2/16  | 3/17  | 4/16    | 5/15  | 6/14  | 7/13  | 8/11  | 9/10  | 10/9    | 11/8    | 12/7      | 1524/1/6  |
| 大永四年（甲申） | 一月※     | 二月  | 三月  | 四月※   | 五月  | 六月※ | 七月※ | 八月  | 九月※ | 十月    | 十一月※ | 十二月    |           |
| ユリウス暦       | 1524/2/5  | 3/5   | 4/4   | 5/4     | 6/2   | 7/2   | 7/31  | 8/29  | 9/28  | 10/27   | 11/26   | 12/25     |           |
| 大永五年（乙酉） | 一月※     | 二月  | 三月  | 四月※   | 五月  | 六月※ | 七月  | 八月※ | 九月  | 十月※   | 十一月  | 閏十一月※ | 十二月    |
| ユリウス暦       | 1525/1/24 | 2/22  | 3/24  | 4/23    | 5/22  | 6/21  | 7/20  | 8/19  | 9/17  | 10/17   | 11/15   | 12/15     | 1526/1/13 |
| 大永六年（丙戌） | 一月※     | 二月  | 三月  | 四月※   | 五月  | 六月※ | 七月  | 八月※ | 九月  | 十月※   | 十一月  | 十二月※   |           |
| ユリウス暦       | 1526/2/12 | 3/13  | 4/12  | 5/12    | 6/10  | 7/10  | 8/8   | 9/7   | 10/6  | 11/5    | 12/4    | 1527/1/3  |           |
| 大永七年（丁亥） | 一月      | 二月※ | 三月  | 四月※   | 五月  | 六月※ | 七月  | 八月  | 九月※ | 十月    | 十一月※ | 十二月    |           |
| ユリウス暦       | 1527/2/1  | 3/3   | 4/1   | 5/1     | 5/30  | 6/29  | 7/28  | 8/27  | 9/26  | 10/25   | 11/24   | 12/23     |           |
| 大永八年（戊子） | 一月※     | 二月  | 三月※ | 四月※   | 五月  | 六月  | 七月※ | 八月  | 九月  | 閏九月※ | 十月    | 十一月※   | 十二月    |
| ユリウス暦       | 1528/1/22 | 2/20  | 3/21  | 4/19    | 5/18  | 6/17  | 7/17  | 8/15  | 9/14  | 10/14   | 11/12   | 12/12     | 1529/1/10 |